# Waasland
Waasland je historický region v Belgii ve Flandrech, je součástí dvou provincií Východní Flandry a Antverpy. Na severu hraničí s Nizozemskem, další hranice území Waasland tvoří řeky s Scheldt a Durme. Neformální hlavní město regionu je Sint-Niklaas. Tento region je bez administrativních funkcí. Území je také nazýváno Land van Waas.
Význam Waas je s největší pravděpodobností znamená mokrou půdu tohoto regionu, i když přesná etymologie není známa – jednou z možností je odvozenina od anglického slova pustina (wasteland). Tuto oblast ve velmi dávné historii charakterizovaly bažiny, které jsou ale již několik set let odvodněny a zúrodněny. Historicky byl z důvodu podmáčených a chudých půd region řídce obydlen ve srovnání se zbytkem Flander. Charles Townshend, jeden z otců počátku zemědělské revoluce byl obhájce zemědělských postupů, které nejprve rozvíjel zde. Například použití vodnice v osevním postupu.
Epický holandský příběh o lišce Reynard pochází z tohoto regionu. Příjmení „Waas“ a jeho varianty je docela běžné v Belgii i Holandsku a pochází z této oblasti.

## Komunitní města v této oblasti
- Východní Flandry
- Beveren
- Kruibeke
- Lokeren
- Moerbeke
- Sint-Gillis-Waas
- Sint-Niklaas
- Stekene
- Temse
- Waasmunster